# Vitry-le-Croisé

Vitry-le-Croisé este o comună în departamentul Aube din nord-estul Franței. În 1 ianuarie 2022 avea o populație de 224 de locuitori.